# TRM 4000

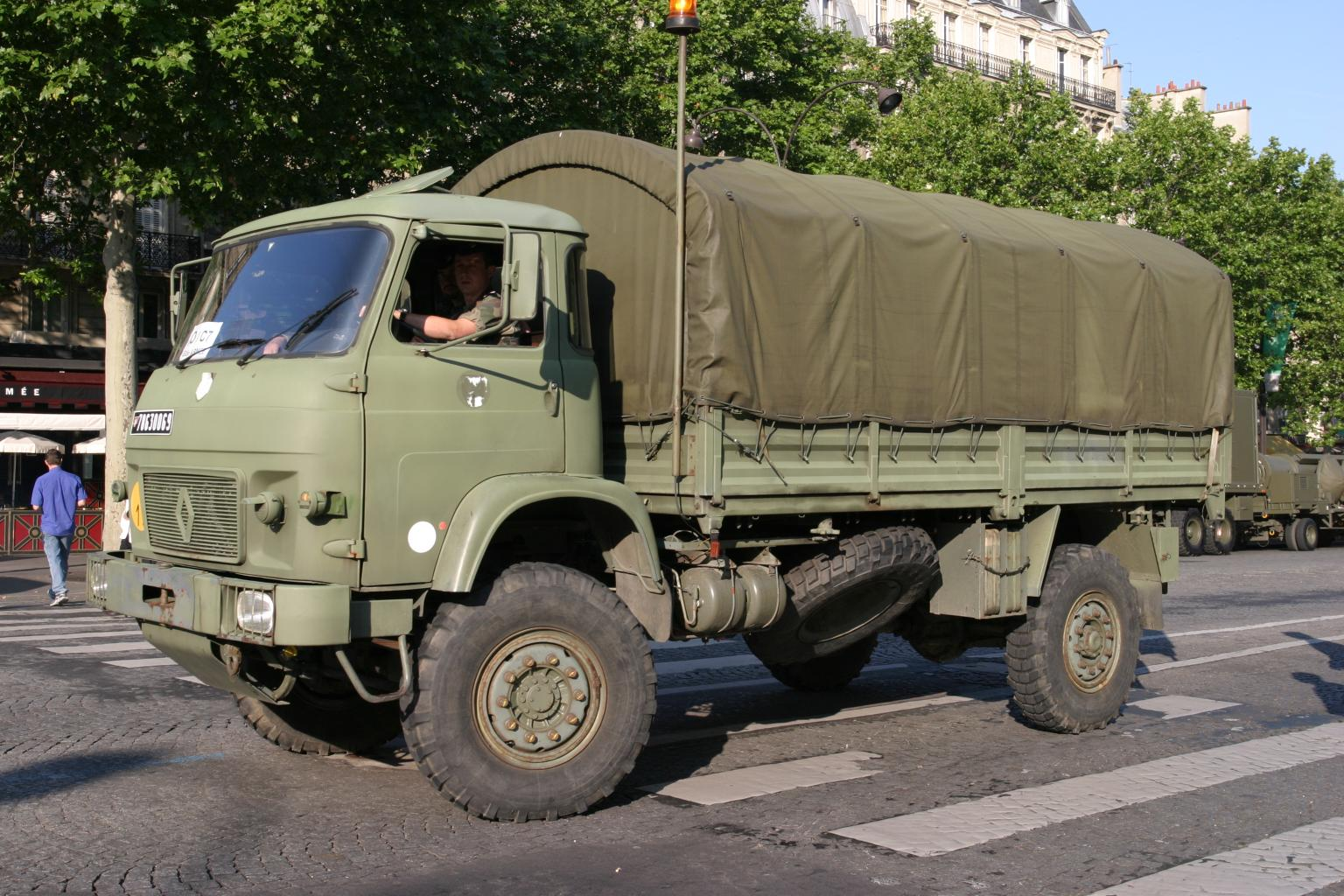
TRM 4000

Der TRM 4000 ist ein französischer leichter Lastkraftwagen (4×4) von Renault Trucks. Er ist vor allem für den Transport militärischer Lasten bestimmt.

## Beschreibung
Als im Jahr 1973 die Produktion im französischen Blainville-sur-Orne einsetzte, ging man davon aus, dass der TRM 4000 der Standard-Lkw seiner Klasse werden wird. Insgesamt sollten 15.000 Fahrzeuge hergestellt werden, aber die Produktion wurde in den 1980er-Jahren etwa bei der Hälfte abgebrochen. Exportiert wurde der TRM 4000 nur in geringer Stückzahl in ungenannte nordafrikanische Staaten.
Der TRM 4000 war im Wesentlichen die militärische Version des zivilen Saviem SM8-Lkw des damaligen französischen Nutzfahrzeughersteller Saviem. Die Militärversion ähnelt der zivilen Version in vielerlei Hinsicht, so werden auch Komponenten wie das Getriebe, das Fahrgestell, oder die Achsen bei beiden Versionen verwendet. Das konventionelle Design ist bestimmt vom zweitürigen Saviem/Renault Typ 812-Führerhaus. Die Normalausführung ist ein Pritschenwagen; der TRM 4000 ist auch in anderen Versionen bei den Französischen Streitkräften im Einsatz.

## Technische Daten
- Antriebsformel: 4×4
- Besatzung der Standardausführung: 2 Mann (bis zu 18 Soldaten auf der Ladefläche)
- Leergewicht: 4,66 t
- max. Zuladung: 4,60 t
- max. Gesamtgewicht: 10,00 t
- Abmessungen:
  - Länge: 6,18 m
  - Breite: 2,47 m
  - Höhe: 3,57 m
- Motor: 6-Zylinder Dieselmotor MAN-Saviem 797-18
  - Hubraum: 5,5 Liter
  - Leistung: 133 PS (98 kW) bei 2900/min
- Geschwindigkeit: 85–90 km/h (Straße)
- Reichweite: 800 km
- Wattiefe: 0,9 m

(Quelle)